# Oberkappel
Oberkappel ist eine Marktgemeinde in Oberösterreich im Bezirk Rohrbach im oberen Mühlviertel mit 753 Einwohnern (Stand 1. Jänner 2024). Die Gemeinde liegt im Gerichtsbezirk Rohrbach.

## Geographie
Oberkappel liegt auf einer Höhe von 511 m ü. A. im westlichen Randbereich des Bezirks Rohrbach im oberen Mühlviertel. Bezogen auf die naturschutzfachliche Raumgliederung gehört das Gemeindegebiet überwiegend in der Raumeinheit Südliche Böhmerwaldausläufer, der südliche Abschnitt hingegen in der Raumeinheit Zentralmühlviertler Hochland. Die Ausdehnung beträgt von Nord nach Süd 7,1 km, von West nach Ost 13,4 km, die Gesamtfläche umfasst 12,18 km². Oberkappel liegt damit im unteren Viertel der Gemeinden des Bezirks. Mit 60 Einwohnern pro km² lag die Gemeinde 2013 wiederum im unteren Mittelfeld der Gemeinden des Bezirks. Das Gemeindegebiet erstreckt sich über eine Höhe zwischen rund 510 Meter im Bereich des Hauptortes Oberkappel sowie einer Höhe von rund 900 Metern an der Westflanke des Ameisberges. 2001 waren 46,7 Prozent der Gemeindefläche bewaldet, 49,2 Prozent der Fläche wurden landwirtschaftlich genutzt. Im Vergleich mit dem Bundesland Oberösterreich ist Oberkappel damit deutlich stärker bewaldet als der Landesschnitt (Oberösterreich: 38,3 Prozent) bzw. besteht liegt die landwirtschaftliche Nutzfläche (Oberösterreich: 49,3 Prozent) im Durchschnitt. Der Anteil sonstiger Nutzungen (Bauflächen, Gärten, Gewässer und anderes) liegt mit 4,1 Prozent deutlich hinter dem Oberösterreichischen Durchschnitt von 13,8 Prozent. Von Bayern kommend durchquert die Ranna Oberkappel auf dem Weg zur Donau und bildet unterhalb von Oberkappel das Rannatal, welches als Natura 2000-Schutzgebiet ausgewiesen ist. Nachbargemeinden sind Kollerschlag im Norden, Sarleinsbach im Osten, Atzesberg im Südosten, Pfarrkirchen im Mühlkreis im Süden und Neustift im Mühlkreis im Südwesten. Im Westen verläuft die Staatsgrenze zu Deutschland, wo Oberkappel an die Gemeinde Wegscheid des Landkreises Passau grenzt.

### Geologie und Böden
Die Landschaft des Gemeindegebietes ist ein Teil der Böhmischen Masse die auf ein sehr altes Gebirge zurückgeht, dass durch die Variszische Gebirgsbildung im Paläozoikum (Karbon) entstand. Nach der starken Erodierung des ehemaligen Hochgebirges kam es während der Alpidischen Gebirgsbildung im Tertiär zur Aufhebung des kristallinen Grundgebirges um mehrere 100 Meter, wodurch Brüchen und Störungen entstanden. In weiterer Folge kam es im Tertiär und Quartär zur Ablagerung von Sedimenten. Als dominante Gesteine finden sich im Gemeindegebiet ältere grobkörnige Granite vom Typus Weinsberger Granit. Er gehört zu den ersten während der Gebirgsfaltung erstarrten Magmaserien, weist eine typische Grobkörnigkeit auf und bedingt einen unruhigen Landschaftscharakter mit raschem Wechsel von Kuppen und Senken. Der Weinsberger Granit prägt den Osten des Gemeindegebiets, darüber hinaus prägen die jüngeren feinkörnigen Granite vom Typus des Mauthausener Granits die Landschaft des Gemeindegebietes. Im Gemeindegebiet herrscht silikatische Braunerde vor, die sich auf Graniten und Gneisen bildet. Die leichten bis sehr leichten Böden sind in ihrer Qualität generell nährstoffarm und in ihrer Nutzung von der Tiefgründigkeit und der Wasserversorgung abhängig. Die Bodenart ist generell lehmiger Sand bzw. sandiger Lehm, als Humusform dominiert an trockenen Standorten Moder, ansonsten Mull. Im Talbereich der Rana besteht auch Gley, der auch im Bereich von Quellvernässungen, Gräben, Mulden sowie an Hangfüssen vorzufinden ist.

### Gemeindegliederung
Das Gemeindegebiet ist deckungsgleich mit der gleichnamigen Katastralgemeinde Oberkappel. Neben dem Hauptort, dem Markt Oberkappel, werden zusätzlich neun Ortsteile unterschieden, wobei im Markt fast die Hälfte der Bevölkerung lebt. Lediglich das Dorf Mollmannsreith weist neben Oberkappel eine Einwohnerzahl von mehr als 100 Einwohnern auf. Der Markt Oberkappel (511 m ü. A.) liegt im Tal der Ranna im Osten des Gemeindegebiets und umfasste 2001 118 Gebäude, 19 Arbeitsstätten und 25 land- und forstwirtschaftliche Betriebsstätten. Östlich von Oberkappel liegt die Streusiedlung Dietmannsdorf, die teilweise auch zur Nachbargemeinde Neustift gehört. Dietmannsdorf wies 2001 nur drei Gebäude und eine land- und forstwirtschaftliche Betriebsstätte auf dem Gemeindegebiet auf. Südöstlich von Oberkappel liegt zudem die Rotte Grubberg, die 2001 aus vier Gebäuden und einer land- und forstwirtschaftliche Betriebsstätte bestand. Nordöstlich von Oberkappel befindet sich die Streusiedlung Osterwasser (550 m ü. A.), zu der auch die Hubertuskapelle und der nordöstlich gelegene Einzelhof Pernhof gehört. Die Streusiedlung bestand 2001 aus 13 Gebäuden mit fünf land- und forstwirtschaftliche Betriebsstätten. Nordöstlich an Osterwasser schließt sich der Ortsteil Hochödt an. Die Rotte bestand 2001 aus fünf Gebäuden mit vier land- und forstwirtschaftliche Betriebsstätte, wobei zu Hochödt auch der westlich gelegene Einzelhof Mitterödt gezählt wurde. Im Südosten des Gemeindegebiets finden sich die Rotte Hallschlag und die Streusiedlung Kaffring (740 m ü. A.). Hallschlag wies 2001 sechs Gebäude mit vier land- und forstwirtschaftlichen Betriebsstätten, Kaffring hatte 14 Gebäude mit neun land- und forstwirtschaftlichen Betriebsstätten. Ebenfalls im Südosten des Gemeindegebiets befindet sich auch ein Gebäude des Ortsteils Mitterschlag, dessen übrige Gebäude jedoch zur Gemeinde Sarleinsbach gehören. Im Nordosten liegt das Dorf Mollmannsreith (681 m ü. A.), das 2001 mit 52 Gebäuden den zweitgrößten Ortsteil der Gemeinde darstellte. Das Dorf wies daneben drei Arbeitsstätten und 25 land- und forstwirtschaftliche Betriebsstätten auf. Nordwestlich von Mollmannsreith liegen des Weiteren das Dorf Lamprechtswiesen und der Weiler Schöffgattern. Lamprechtswiesen hatte 2001 zehn Gebäude, Schöffgattern drei.
Das Gemeindegebiet umfasst folgende Ortschaften (in Klammern Einwohnerzahl Stand 1. Jänner 2024):
- Dittmannsdorf (4)
- Grubberg (29)
- Hallschlag (11)
- Hochödt (22)
- Kaffring (37)
- Lamprechtswiesen (29)
- Mitternschlag (9)
- Mollmannsreith (189)
- Oberkappel (358)
- Osterwasser (48)
- Schöffgattern (17)

### Nachbargemeinden
| Wegscheid             | Kollerschlag                                |              |
| Neustift im Mühlkreis | Kompassrose, die auf Nachbargemeinden zeigt | Sarleinsbach |
|                       | Pfarrkirchen im Mühlkreis                   | Atzesberg    |

## Geschichte

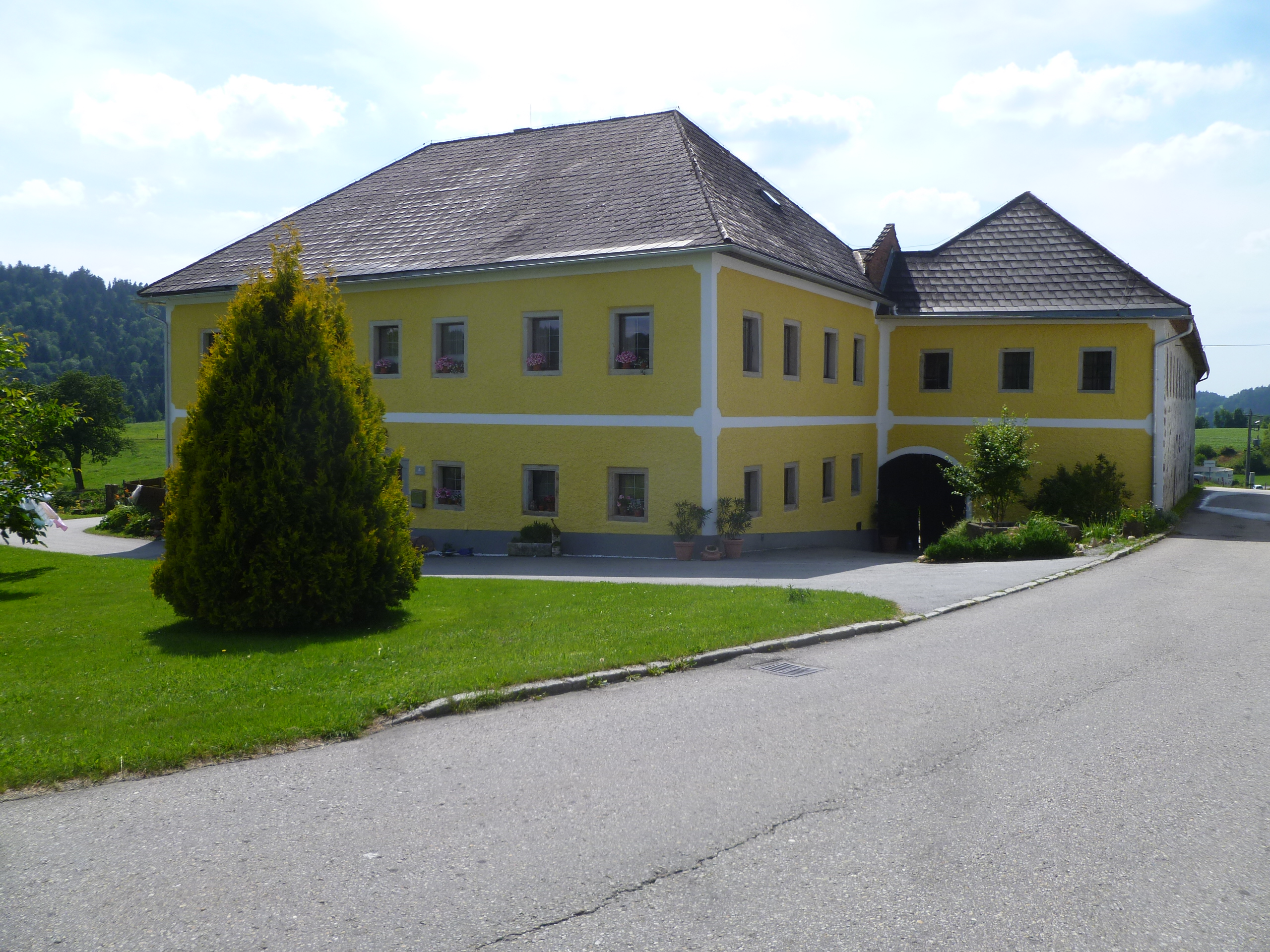
Jagdschloss Schöffgattern

Der Ort lag ursprünglich im Hochstift Passau. Nach dem Urbar von Rannariedl von 1581 gehörte Oberkappel zur Pfarrei Wegscheid. 1783 wurde es als Pfarrei selbstständig. Der Ort fiel bei der Säkularisation 1803 mit dem größten Teil des hochstiftischen Gebietes an Erzherzog Ferdinand von Toskana und dessen Kurfürstentum Salzburg. Der Ort kam dann 1805 an Bayern. Oberkappel gehört seit 1814 zu Oberösterreich und ist seither Grenzort zu Bayern.
Nach dem Anschluss Österreichs an das Deutsche Reich am 13. März 1938 gehörte der Ort zum Gau Oberdonau. Im Zweiten Weltkrieg war bei Oberkappel die Stelle, an der die alliierten Truppen zum ersten Mal österreichisches Gebiet betraten. Nach 1945 erfolgte die Wiederherstellung Oberösterreichs.
Heute ist Oberkappel ein kleiner Fremdenverkehrsort.

### Bevölkerungsentwicklung
Die Bevölkerungsentwicklung auf dem Gebiet der Gemeinde Oberkappel verlief zwischen 1869 und 2013 verglichen mit der Bevölkerungsentwicklung des Bezirks Rohrbach unterdurchschnittlich. Verglichen mit dem Land Oberösterreich war die Einwohnerentwicklung sogar stark unterdurchschnittlich. Insgesamt verlor die Gemeinde zwischen 1869 und 2013 10 Prozent seiner Einwohnerzahl, wobei sich die Bevölkerungszahl in dieser Periode in einem sehr engen Band zwischen rund 700 und 800 Einwohner bewegte. Zunächst sank die Bevölkerung zwischen 1869 und 1900 um 10 Prozent, stagnierte danach bis in die 1920er Jahre und sank danach bis 1934 auf den bisherigen Tiefststand von 698 Einwohnern. Danach stieg die Einwohnerzahl sukzessive bis 1981 auf 824 Einwohner an, was den bisherigen Höchststand markiert. Seit 1981 verzeichnet die Gemeinde wieder einen Bevölkerungsrückgang. Der Bevölkerungsverlust in den letzten Jahrzehnten ist auf die Abwanderung zurückzuführen. Profitierte die Gemeinde in den 1970er Jahren noch von einem Geburten- und Wanderungsüberschuss, so herrscht seit den 1980er Jahren eine Abwanderungstendenz. Der Bevölkerungsrückgang wurde in der Folge zudem durch einen Rückgang des Geburtenüberschusses verstärkt.

## Kultur und Sehenswürdigkeiten

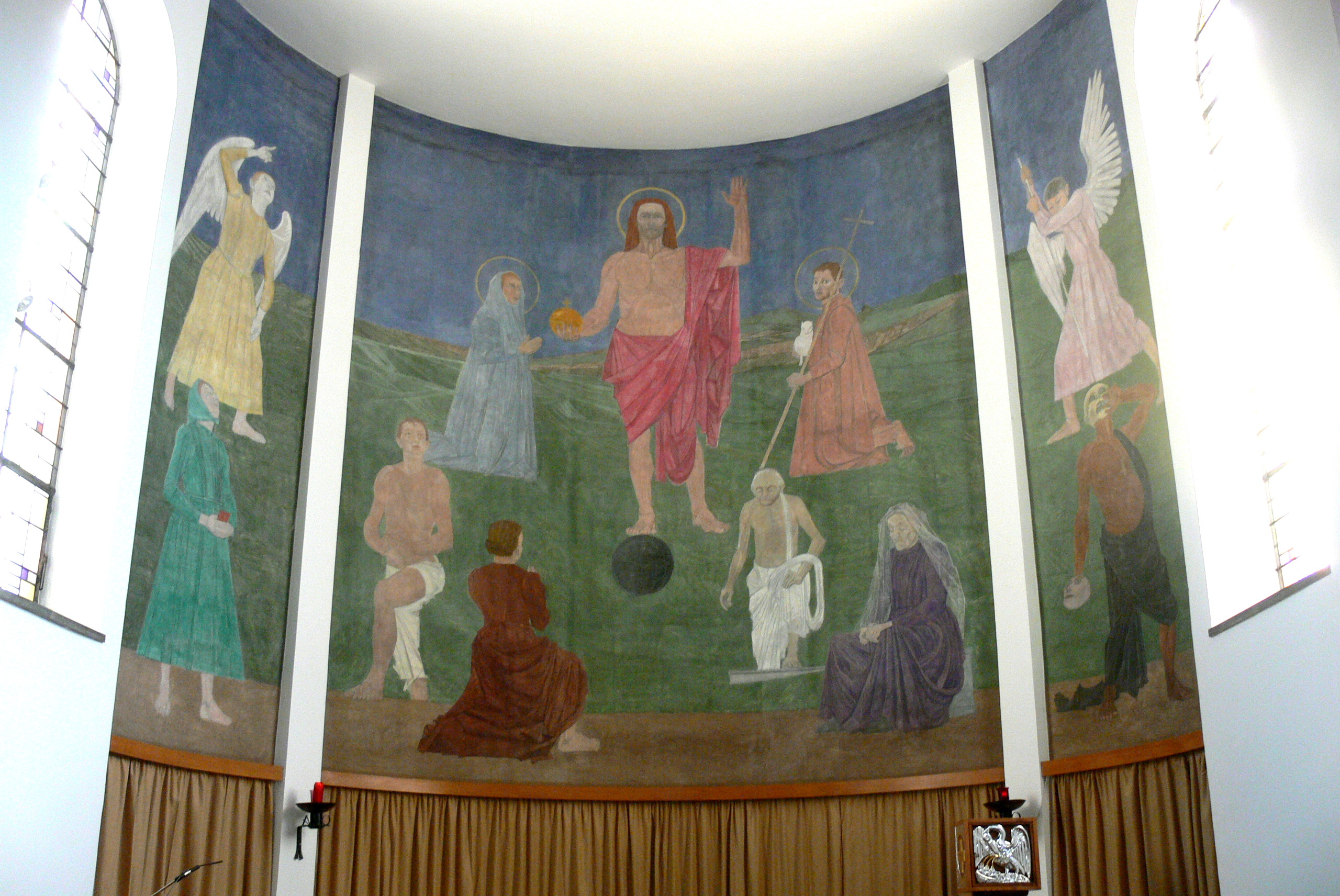
Fresko Jüngstes Gericht im neuen Chor von Johann Hazod in der Pfarrkirche Oberkappel

- Katholische Pfarrkirche Oberkappel
- Ehemaliges Jagdschloss Schöffgattern
- Alle zwei Jahre im Fasching wird in Oberkappel das Oberkappler Narrenkastl veranstaltet. Der Narrenruf ist dabei Ranna Ranna – bå bå, in Anlehnung an die Ranna und das Wort „Bach“ (im Dialekt bå ausgesprochen).

## Wirtschaft und Infrastruktur
Die Baumgarten-Oberkappel Gasleitungsges.m.b.H, welche mehrheitlich im Besitz der OMV (51 %) steht, wurde nach Oberkappel benannt.
Durch den Ort führen mehrere nationale und europäische Fernwanderwege, der Rupertiweg, der Europäische Fernwanderweg E8 sowie der Europäische Fernwanderweg E10.

## Politik
Der Gemeinderat als oberstes Gremium der Gemeinde umfasst 13 Sitze und wird alle sechs Jahre im Zuge oberösterreichweiter Gemeinderatswahlen gewählt. Der Gemeindevorstand setzt sich aus drei Mitgliedern zusammen.
Stärkste Fraktion im Gemeinderat von Oberkappel ist seit jeher die ÖVP, die in der Zeit seit 1945 immer die absolute Stimmen- und Mandatsmehrheit erzielte bzw. immer auch über eine Zweidrittelmehrheit verfügte. 1973 erreichte die ÖVP mit 95,3 Prozent ihr bisher bestes Ergebnis, seitdem ging der Stimmenanteil aber nahezu kontinuierlich auf knapp unter 70 Prozent zurück.
- Mit den Gemeinderats- und Bürgermeisterwahlen in Oberösterreich 1997 hatte der Gemeinderat folgende Verteilung: 9 ÖVP, 3 SPÖ und 1 FPÖ.[4]

- Mit den Gemeinderats- und Bürgermeisterwahlen in Oberösterreich 2003 hatte der Gemeinderat folgende Verteilung: 9 ÖVP 3 SPÖ und 1 FPÖ.[5]

- Mit den Gemeinderats- und Bürgermeisterwahlen in Oberösterreich 2009 hatte der Gemeinderat folgende Verteilung: 9 ÖVP 3 SPÖ und 1 FPÖ.[6]

- Mit den Gemeinderats- und Bürgermeisterwahlen in Oberösterreich 2015 hatte der Gemeinderat folgende Verteilung: 10 ÖVP, 2 SPÖ und 1 FPÖ.[7]

- Mit den Gemeinderats- und Bürgermeisterwahlen in Oberösterreich 2021 hat der Gemeinderat folgende Verteilung: 11 ÖVP, 1 SPÖ und 1 FPÖ.[8]

### Bürgermeister
Der Bürgermeister wird seit 1997 in einer Direktwahl bestimmt, wobei es bei keiner absoluten Mehrheit für einen Kandidaten zu einer Stichwahl kommt. Die erste Direktwahl konnte der seit 1995 amtierende Bürgermeister Adolf Aumüller(ÖVP) mit 71,3 Prozent für sich entscheiden. 2003 konnte er sein Ergebnis auf 86,0 Prozent steigern. Aumüller wurde 2006 von Karl Kapfer (ÖVP) abgelöst, dem 2020 Manuel Krenn folgte.
Bürgermeister seit 1850:
| Amtszeit  | Name                | Amtszeit       | Name                |
| --------- | ------------------- | -------------- | ------------------- |
| 1850–1861 | Johann Perr         | 1942–1944      | Alois Prechtl       |
| 1861–1866 | Franz Falkner       | 1944–1945      | Franz Jell          |
| 1866–1867 | Josef Eidenberger   | 1945–1955      | Robert Fischer      |
| 1867–1870 | Franz Falkner       | 1955–1961      | Leopold Miggisch    |
| 1870–1873 | Johann Jungwirth    | 1961–1962      | Otto Pöschl         |
| 1873–1879 | Johann Luger        | 1962–1967      | Franz Lorenz        |
| 1879–1882 | Josef Metzger       | 1967–1973      | Leopold Firmberger  |
| 1882–1885 | Peter Scheiblberger | 1973–1985      | Adolf Aumüller      |
| 1885–1894 | Anton Andarfer      | 1985–1995      | Wolfgang Pöschl     |
| 1894–1900 | Josef Metzger       | 1995–2000      | Gerhard Jell        |
| 1900–1903 | Karl Fischer        | 2000–2006      | Adolf Aumüller jun. |
| 1903–1906 | Franz Reichard      | 2006– 2020     | Karl Kapfer         |
| 1906–1908 | Mathias Falkner     | seit 31.1.2020 | Manuel Krenn        |
| 1908–1909 | Josef Andlinger     |                |                     |
| 1909–1915 | Johann Süß          |                |                     |
| 1915–1939 | Alois Huber         |                |                     |
| 1939–1942 | Johann Maier        |                |                     |

Wahlen
Wie bei Gemeinderatswahlen dominiert die ÖVP auch bei Landtagswahlen in der Gemeinde, wenngleich die Dominanz der Volkspartei etwas zurückgegangen ist. Dennoch konnte die ÖVP seit 1945 immer stimmenstärkste Partei werden, vor 1997 verfügte sie sogar über eine Dreiviertelmehrheit. Ihr bestes Ergebnis erreichte die ÖVP im Jahr 1973 mit 93,8 Prozent, seitdem verlor sie nahezu sukzessive an Stimmenanteilen, wobei sie 2003 mit 68,7 Prozent ihr bisher niedrigstes Ergebnis einfuhr. Zweitstärkste Partei war bei Landtagswahlen mit einer Ausnahme immer die SPÖ, die Wahlergebnisse zwischen 4,9 und 22,1 Prozent für sich verbuchen konnte. Ihr bestes Ergebnis hatte die SPÖ dabei 2003, ihr schlechtestes 1973. Drittstärkste Partei war überwiegend die FPÖ, die bis 1985 lediglich maximal 4,8 Prozent erreichte. In der Folge konnte sich die FPÖ jedoch auf Ergebnisse zwischen 5,5 und 12,9 Prozent steigern. 1997 konnte sich die FPÖ dabei mit ihrem bisher besten Ergebnis kurzfristig vor der SPÖ positionieren. Bei der letzten Landtagswahl 2009 kam die ÖVP mit 68,9 Prozent und ihrem bisher zweitschlechtesten Ergebnis auf den ersten Platz. Die SPÖ kam nur noch auf 12,1 Prozent und musste damit rund 10 Prozent ihrer Stimmenanteile abgeben. Die FPÖ erreichten 11,2 Prozent, die Grünen kamen nur auf 2,7 Prozent.

### Wappen
Das Wappen wurde der Gemeinde Oberkappel am 21. Oktober 1981 durch einen Beschluss der oberösterreichischen Landesregierung verliehen. Der Entwurf stammt vom Priester und Künstlers Kurt Andlinger aus Oberkappel. Die Blasonierung des Wappens lautet: Gespalten von Rot und Silber mit einer Scheibe in gewechselten Farben. Beim Wappen handelt es sich um ein einfaches Wappenbild, wobei die durch eine Scheibe gebildete „Heroldsfigur“ als Initiale „O“ den Ortsnamen versinnbildlicht. Die farbengewechselte Spaltung thematisiert wiederum die Lage der Gemeinde an der österreichischen Staatsgrenze bzw. oberösterreichischen Landesgrenze zu Bayern. Das Wappen ist dabei eine gespiegelte Version des Wappens von Toblach in Südtirol (des Adelsgeschlechts von Herbst). Die Flagge von Grönland ist ebenfalls identisch, nur liegend.

## Persönlichkeiten

### Ehrenbürger
- 1986: Kurt Krenn (1936–2014), Altbischof der Diözese St. Pölten[13]
- 2019: Franz Hauer (* 1943), Gemeinderat, Kapellmeister, Chorleiter[14]

### Söhne und Töchter der Gemeinde
- Franz R. Friedl (1892–1977), Komponist
- Johann Hazod (1897–1981), Maler

### Mit der Gemeinde verbundene Persönlichkeiten
- Herwig Krenn (1940–2011), Romanist